# Gimnur
Gimnurul sau ariciul păros (Echinosorex gymnura) este un mamifer insectivor, fiind singura specie actuală a genului Echinosorex, răspândită în sud-estul Asiei.

## Distribuția geografică și habitatul
Gimnurul trăiește în extremul sudic al Birmaniei, în Thailanda, Malaezia, Sumatra, Tenasserim și Kalimantan, în păduri, adesea pe lângă râuri și mlaștinile mangrovelor asiatice.

## Dimensiuni
Gimnurul are o talie medie, fiind cel mai mare din familie erinaceidelor. Lungimea cap + trunchi = 26-44 cm. Lungime cozii 20-21 cm. Greutatea masculilor 870-1050 g, femelelor 1075-1100 g. 
Longevitatea este de 7-8 ani.

## Descrierea
Se aseamănă întrucâtva cu un șobolan.
Are capul relativ mare, cu fața foarte alungită, care se îngustează spre nas. Pavilioanele urechilor de marime medie sunt rotunjite. Ochii mici. Botul are numeroase vibrize lungi. 
Formula dentară: I 3/3, C 1/1, P 4/4, M  3/3 = 44.
Picioarele sunt relativ scurte cu cinci degete, terminate cu gheare lungi. Primul și al cincilea deget sunt foarte scurte. Pernițele degetelor sunt mari. 
Coada este lungă și acoperită cu solzi, care sunt dispuși în cercuri concentrice pe aproape întreaga lungime a cozii, iar la baza cozii pe diagonală. În treimea posterioară coada este ușor turtită din părți.
Blana are două feluri de peri: unii mai lungi, aspri și deși; alții mai scurți, tot aspri și acoperiți de cei lungi. 
Femelele au două perechi de mamele: una pectorală și alta inghinală.

## Colorația
Culoarea este de obicei neagră pe spate. Capul, umeri și vârful cozii sunt albe. În jurul ochilor există pete sau dungi negre. Uneori, o dungă neagră se extinde de la fiecare parte a botului de la ochi spre ureche.

## Comportamentul
Sunt animale nocturne, semiacvatice. De obicei trăiesc solitar.
Ziua petrec în culcușuri făcute printre pietre, sub rădăcini de arbori, în scorburile trunchiurilor copacilor căzuți sau chiar pe sol.
Umblă pe trunchiurile putrede și scorburoase, și sapă pe sub rădăcinile copacilor pentru a-și căuta hrana. Adeseori au fost găsiți în locuri mlăștinoase, frecventate de porcii sălbatici.
Ambele sexe au în regiunea anală o pereche de glande tegumentare care secretă un produs cu miros puternic, caracteristic și respingător, de usturoi și sudoare. Secreția folosește la marcarea teritoriilor, în comunicarea dintre indivizii speciei, dar și pentru apărarea contra animalelor răpitoare.

## Hrana
Se hrănesc cu insecte, moluște terestre, râme, crabi și alte nevertebrate, dar și cu pești și broaște.

## Reproducerea
Se reproduc de mai multe ori pe an. Gestația durează circa 3 săptămâni, după care femelele nasc doi pui.